# Markus Egen
Markus Ulrich Egen (* 14. September 1927 in Füssen; † 28. Mai 2021 ebenda) war ein deutscher Eishockeyspieler und -trainer. Mit dem EV Füssen wurde er insgesamt 13 Mal Deutscher Meister. Er gehört zu den erfolgreichsten Spielern und Trainern, die jemals aus dem EV Füssen hervorgegangen sind. Darüber hinaus war er zwischen 1963 und 1969 einer der Nationaltrainer der deutschen Nationalmannschaft.

## Karriere
Markus Egen begann seine Karriere im Nachwuchsbereich des EV Füssen, für den er als Juniorenspieler zeitweise (1939) als Torhüter auflief. Nach dem Zweiten Weltkrieg wurde er 1946 in die erste Herrenmannschaft aufgenommen und spielte zunächst als Verteidiger, später als Center. In den Jahren 1948, 1953 (32 Tore/14 Spiele) und 1954 (40 Tore/14 Spiele) war er Topscorer in der höchsten deutschen Spielklasse, der damaligen Eishockey-Oberliga. Seine erste deutsche Meisterschaft gewann er 1949 mit dem EVF, sieben weitere folgten in den Jahren 1953 bis 1959. 1952 gewann er zudem den Spengler Cup mit seinem Team. Ab 1957 war er Spieltrainer des EV Füssen, ehe er seine Spielerkarriere 1961 nach 150 Punktspielen und 215 Toren beendete.

### International
Für die deutsche Eishockeynationalmannschaft trat er in 99 Länderspielen an und erzielte dabei 72 Tore. Mit ihnen gewann er die Silbermedaille bei der Eishockey-Weltmeisterschaft 1953 und zugleich die Silbermedaille bei der Eishockey-Europameisterschaft. Bei der Eishockey-Weltmeisterschaft 1954 wurde er hinter dem Kanadier Maurice Galan (16 Tore) und Vlastimil Bubník aus der Tschechoslowakei (11 Tore), mit zehn Treffern Dritter in der Scorerliste. Er nahm insgesamt an vier Weltmeisterschaften teil. Auch bei drei Olympischen Winterspielen war er als Spieler dabei: 1952 in Oslo (Norwegen), 1956 in Cortina d’Ampezzo (Italien) und 1960 in Squaw Valley.

### Als Trainer
Später widmete er sich der Trainertätigkeit und war auch hier äußerst erfolgreich. So war er wiederum mit dem EV Füssen fünfmal deutscher Meister in der Eishockey-Bundesliga. 1964 trainierte er zusammen mit Xaver Unsinn und Engelbert Holderied die deutsche Nationalmannschaft bei den Olympischen Winterspielen 1964 in Innsbruck (Österreich).
Für seine Verdienste wurde er mit der Aufnahme in die Hockey Hall of Fame Deutschland geehrt. Seine Söhne Hans-Peter Egen und Uli Egen wurden ebenfalls bekannte Eishockeyspieler.
Neben dem Eishockeysport (als Amateurspieler) betrieb er eine Warenhandlung in Füssen.

## Erfolge und Auszeichnungen
- 1949 Deutscher Meister mit dem EV Füssen
- 1952 Spengler-Cup-Gewinn mit dem EV Füssen
- 1953 Deutscher Meister mit dem EV Füssen
- 1953 Silbermedaille bei der Weltmeisterschaft
- 1954 Deutscher Meister mit dem EV Füssen
- 1955 Deutscher Meister mit dem EV Füssen
- 1956 Deutscher Meister mit dem EV Füssen
- 1957 Deutscher Meister mit dem EV Füssen
- 1958 Deutscher Meister mit dem EV Füssen
- 1959 Deutscher Meister mit dem EV Füssen
- 1959 Topscorer der Platzierungsrunde bei der Weltmeisterschaft

### Als Trainer
- 1961 Deutscher Meister mit dem EV Füssen
- 1963 Deutscher Meister mit dem EV Füssen
- 1964 Deutscher Meister mit dem EV Füssen
- 1964 Spengler-Cup-Gewinn mit dem EV Füssen
- 1965 Deutscher Meister mit dem EV Füssen
- 1973 Deutscher Meister mit dem EV Füssen
- 1989 Aufnahme in die Hockey Hall of Fame Deutschland

## Karrierestatistik
(Legende zur Spielerstatistik: Sp oder GP = absolvierte Spiele; T oder G = erzielte Tore; V oder A = erzielte Assists; Pkt oder Pts = erzielte Scorerpunkte; SM oder PIM = erhaltene Strafminuten; +/− = Plus/Minus-Bilanz; PP = erzielte Überzahltore; SH = erzielte Unterzahltore; GW = erzielte Siegtore; 1 Play-downs/Relegation; Kursiv: Statistik nicht vollständig)